# Wadi Musa
Wadi Musa (în arabă وادي موسى, literar „Valea lui Moise”) este un oraș situat în Guvernoratul Ma'an în sudul Iordaniei. Este centrul administrativ al Departamentului Petra și cel mai apropiat oraș de situl arheologic Petra. Acesta găzduiește multe hoteluri și restaurante pentru turiști, iar importanta așezare B'doul um Seyhoun, creată după strămutarea forțată a comunității în 1985, este la aproximativ 2 kilometri (1 mi) de oraș.

## Etimologie
Wadi Musa înseamnă "Valea lui Moise" în  Arabă (اااي مليي). Se spune că profetul Moise a trecut prin vale și a lovit apa din stâncă pentru urmașii săi la locul Ain Musa ("Izvorul de apă al lui Moise" sau "Fântâna lui Moise"). Nabateenii au construit canale care transportau apă din aceste izvoare în orașul Petra. Wadi Musa a fost, de asemenea, poreclit "Gardianul Petrei". Mormântul lui Aaron, presupusul loc de înmormântare al biblicului Aaron, fratele lui Moise, se află în apropiere pe Muntele Hor.